# 1849 في الولايات المتحدة
فيما يلي قوائم الأحداث التي وقعت خلال عام 1849 م في الولايات المتحدة.

## سياسة

### تعيين في المنصب
- 1 يناير – جون ب فلويد حاكم فرجينيا [الإنجليزية]‏.
- 1 يناير – هاميلتون فيش حاكم نيويورك [الإنجليزية]‏.
- 4 مارس – أبيجيل فيلمور السيدة الثانية للولايات المتحدة.
- 4 مارس – ثاديوس ستيفنز عضو مجلس النواب الأمريكي.
- 4 مارس – زكاري تايلور رئيس الولايات المتحدة.
- 4 مارس – سلمون بورتلاند تشيس عضو مجلس الشيوخ الأمريكي.
- 4 مارس – لويس كاس عضو مجلس الشيوخ الأمريكي.
- 4 مارس – مارغريت تايلور السيدة الأولى للولايات المتحدة.
- 4 مارس – وليام هنري بيسل عضو مجلس النواب الأمريكي.
- 4 مارس – ويليام سيوارد عضو مجلس الشيوخ الأمريكي.
- 5 مارس – هنري كلاي عضو مجلس الشيوخ الأمريكي.
- 8 مارس – توماس يوينغ وزير داخلية الولايات المتحدة.
- 8 مارس – جورج كراوفورد وزير حرب الولايات المتحدة.
- 8 مارس – جون ميدلتون كلايتون وزير الخارجية الأمريكي.
- 8 مارس – وليام بالارد بريستون الأمين العام.
- 1 مايو – هنري بوين انتوني حاكم رود آيلاند [الإنجليزية]‏.

### انتهاء فترة المنصب
- 1 يناير – وليام الكسندر غراهام حاكم كارولينا الشمالية [الإنجليزية]‏.
- 3 مارس – إسحاق توكي نائب عام الولايات المتحدة.
- 3 مارس – روبرت ماكليلاند عضو مجلس النواب الأمريكي.
- 3 مارس – ريتشارد دبليو تومسون عضو مجلس النواب الأمريكي.
- 3 مارس – سايمون كاميرون عضو مجلس الشيوخ الأمريكي.
- 3 مارس – ويليام آلن عضو مجلس الشيوخ الأمريكي.
- 4 مارس – أبراهام لينكون عضو مجلس النواب الأمريكي.
- 4 مارس – جون ميلتون نيليز عضو مجلس الشيوخ الأمريكي.
- 4 مارس – جيمس بوك رئيس الولايات المتحدة.
- 4 مارس – سارة بوك السيدة الأولى للولايات المتحدة.
- 4 مارس – ويليام مارسي وزير حرب الولايات المتحدة.
- 5 مارس – روبرت ج . وولكر وزير الخزانة الأمريكي.
- 17 ديسمبر – روبن شابمان حاكم ألاباما [الإنجليزية]‏.

## ظهور
- 1 يناير – المجلة الفلكية

## كتب
من الكتب التي صدرت هذه السنة في الولايات المتحدة:
- 1 يناير – ريدبورن من تأليف هرمان ملفيل.
- 1 يناير – محمد وخلفاؤه من تأليف واشنطن إيرفينج.

## أحداث
- 23 يناير/كانون الثاني - حصلت إليزابيث بلاكويل على درجة الدكتوراه في الطب من المعهد الطبي في جنيف، نيويورك، وبذلك أصبحت أول طبيبة في الولايات المتحدة.
- 7 كانون الثاني/يناير- تم تأسيس شركة طريق فايتفيل والطريق الخشبي الغربي لبناء طريق خشبي من فايتفيل إلى بيثانيا، كارولاينا الشمالية. [1]

## مواليد

### يناير
- 1 يناير – ادوين لورد ويكس فنان أمريكي.
- 1 يناير – إلين إغلين مخترعة أمريكية.

### فبراير
- 2 فبراير – ويليام جاى جينور سياسي أمريكي.

### مارس
- 12 مارس – جون جيه دي هافن سياسي أمريكي.
- 17 مارس – ادوارد واليس هوتش سياسي أمريكي.
- 17 مارس – كورنيليا كلاب عالمة أمريكية.
- 31 مارس – تشارلز يوجين فولر سياسي أمريكي.

### أبريل
- 17 أبريل – وليام آر دي

### يوليو
- 21 يوليو – روبرت سيمبسون وودوارد
- 22 يوليو – إيما لازاروس شاعرة أمريكية.

### أكتوبر
- 7 أكتوبر – جيمس ويتكومب رايلي
- 23 أكتوبر – هاميلتون جي إيوارت سياسي أمريكي.

### نوفمبر
- 16 نوفمبر – إدوارد سالزبوري دانا

### ديسمبر
- 21 ديسمبر – جايمس لين الين روائي من الولايات المتحدة الأمريكية.
- 31 ديسمبر – ريموند لي نيوكومب عالم فلك أمريكي.

## وفيات

### يناير
- 1 يناير – أرشيبالد ماكنيل (مواليد 1800) سياسي أمريكي.
- 2 يناير – ميكانوبي (مواليد 1780)

### مايو
- 7 مايو – ويليام جينكس وارث (مواليد 1794) ضابط من الولايات المتحدة الأمريكية.

### يونيو
- 15 يونيو – جيمس بوك (مواليد 1795) رئيس الولايات المتحدة الأمريكية الأسبق.

### يوليو
- 12 يوليو – دوللي ماديسون (مواليد 1768) سياسية من الولايات المتحدة الأمريكية.
- 29 يوليو – جون جيه مورجان (مواليد 1770) سياسي أمريكي.
- 30 يوليو – يعقوب بيركنز (مواليد 1766)

### أغسطس
- 23 أغسطس – آدم هانتسمان (مواليد 1786) سياسي أمريكي.

### أكتوبر
- 7 أكتوبر – إدغار آلان بو (مواليد 1809)
- 28 أكتوبر – دنكان لامونت كلينش (مواليد 1787) سياسي أمريكي.

### ديسمبر
- 4 ديسمبر – صموئيل بانش (مواليد 1786) سياسي أمريكي.
- 20 ديسمبر – ويليام ميلر (مواليد 1782) ثيولوجي من الولايات المتحدة الأمريكية.